# 招討使
招讨使是中国历史上一種戰爭時任命的高階特別軍官，有時可兼軍政大權，甚至化身為地方行政长官。

## 簡介
是唐朝自安史之亂后期设置的军事指挥官。唐代贞元末年始置有招讨使，多屬兼任性質，遇战亂時临时设置，隨置隨撤。
五代时亦有招讨使一职。
宋代，太平兴国四年（979年）宋太宗北征北汉时，由潘美任北路都招讨制置使。建炎四年（1130年），有李成之亂，以张俊为江南招讨使。
元朝置有招讨司，由招讨使掌控。
明代各邊地亦可有招讨司，多为邊陲土著頭目掌控，可由土司自設。